# Brzęczak wierzbowiec
Brzęczak wierzbowiec (Nematus salicis) – gatunek błonkówki z rodziny pilarzowatych.

## Zasięg występowania
Gatunek bardzo szeroko rozpowszechniony w Europie. Notowany w Austrii, na Białorusi, w  Belgii, Bułgarii, Chorwacji, Czechach, Danii, Estonii, Finlandii we Francji w Holandii, na Łotwie, w Niemczech Norwegii, Polsce, Rumunii, na Słowacji, w Szwajcarii, Szwecji, na Ukrainie, Węgrzech, w Wielkiej Brytanii oraz we Włoszech. 

## Budowa ciała
Gąsienice osiągają do 30 mm długości. Ubarwienie większości ciała niebieskawozielone, zaś segmenty tułowiowe, oraz trzy ostatnie odwłokowe, są pomarańczowobrązowawe. Głowa czarna, świecąca. Wzdłuż ciała biegną rzędy czarnych brodawek, zaś wzdłuż boków - szczególnie za zielonym odcinku ciała - pięć rzędów czarnych plamek.
Imago osiągają 8 - 10 mm długości. Głowa i tułów są czarne, zaś brzuch i nogi głównie żółte. Skrzydła przezroczyste z czarnymi żyłkami.

## Biologia i ekologia
Gatunek pospolity, związany z gatunkami z rodzaju wierzba, szczególnie z wierzbą białą i kruchą.
W ciągu roku występują dwie generacje. Imago pierwszego pokolenia spotyka się w maju i czerwcu, zaś drugiego w sierpniu i wrześniu. Jaja składane są na spodniej stronie liści. Gąsienice początkowo żerują gromadnie, lecz z czasem rozpraszają się - starsze larwy zwykle żerują samotnie bądź w parach. Gąsienice przepoczwarzają się w ziemi w brązowych, dwuściennych kokonach.

## Znaczenie dla człowieka
Może być szkodnikiem zieleni urządzonej..